# Redonda
|  | Per a altres significats, vegeu «Redonda (desambiguació)». |

Redonda és una illa deshabitada del Carib que políticament forma part de la república d'Antigua i Barbuda, a les illes Leeward, Índies Occidentals. L'illa té aproximadament 1,6 kilòmetres de llarg, 500 metres d'ample i una alçada màxima de 296 metres.
Aquesta illa petita es troba entre les illes de Nevis i Montserrat, 56,2 km al sud-oest d'Antigua. Redonda és més propera a Montserrat que a qualsevol altra illa; es troba a 22,5 km al nord-oest de Montserrat, i a 32 km al sud-est de Nevis.
Redonda és llar d'un gran nombre d'aus marines, i l'illa era una font important de guano abans que comencés la producció en massa de fertilitzants artificials. L'explotació de guano va començar en la dècada de 1860 i va cessar després de l'inici de la Primera Guerra Mundial. Durant aquestes extraccions mineres es van construir alguns edificis i altres instal·lacions, i encara són visibles algunes restes físiques d'aquesta fase de la seva història.
L'illa va ser nomenada així per Cristòfol Colom en 1493 per Santa María de la Redonda,una església de Sevilla, anomenada així per la Verge Maria.
Redonda es va convertir en part d'Antigua i Barbuda el 1967.

## Descripció

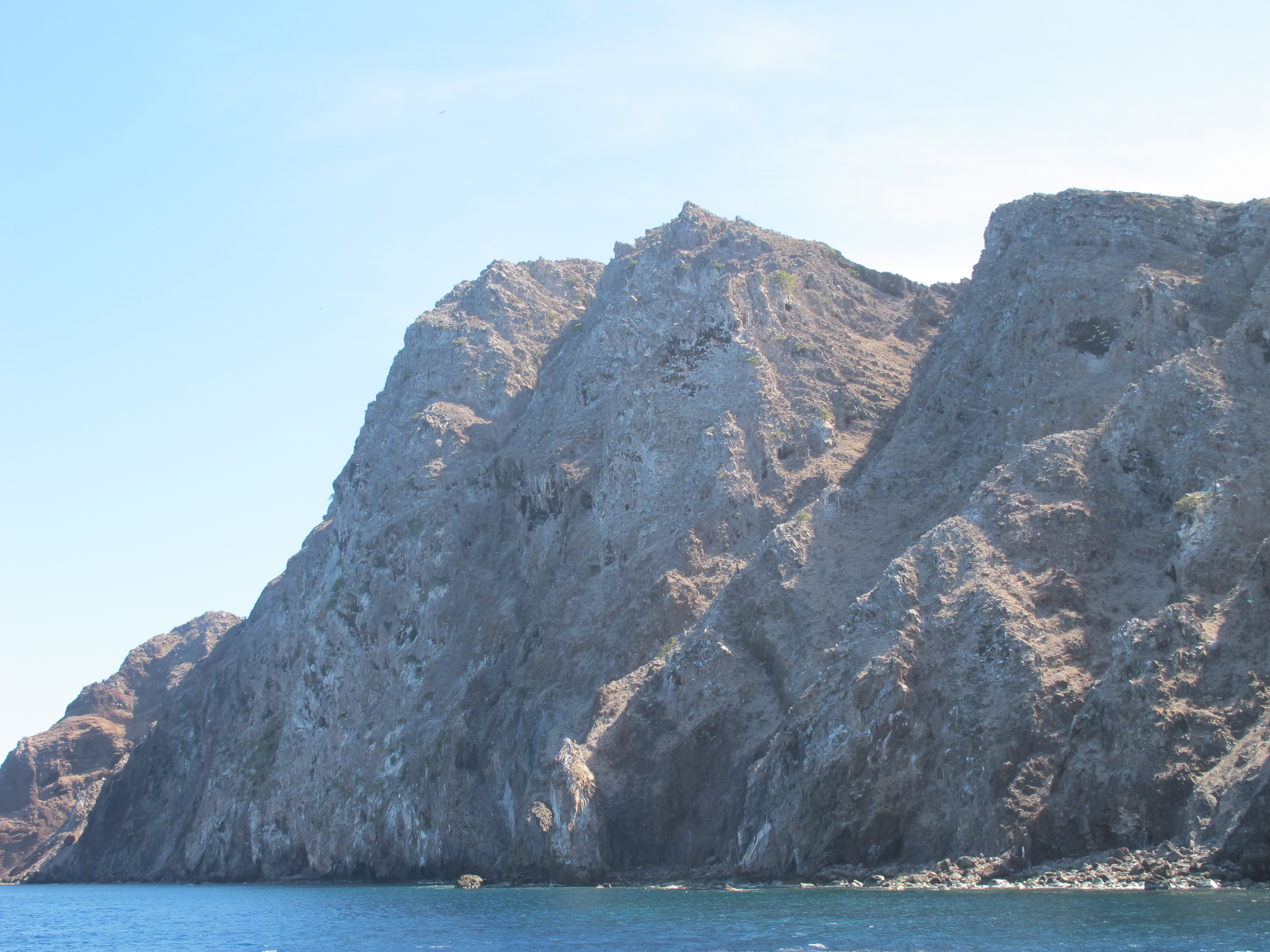
La costa oest (sotavent) de Redonda consisteix gairebé íntegrament dels penya-segats, de molts centenars de peus d'altura

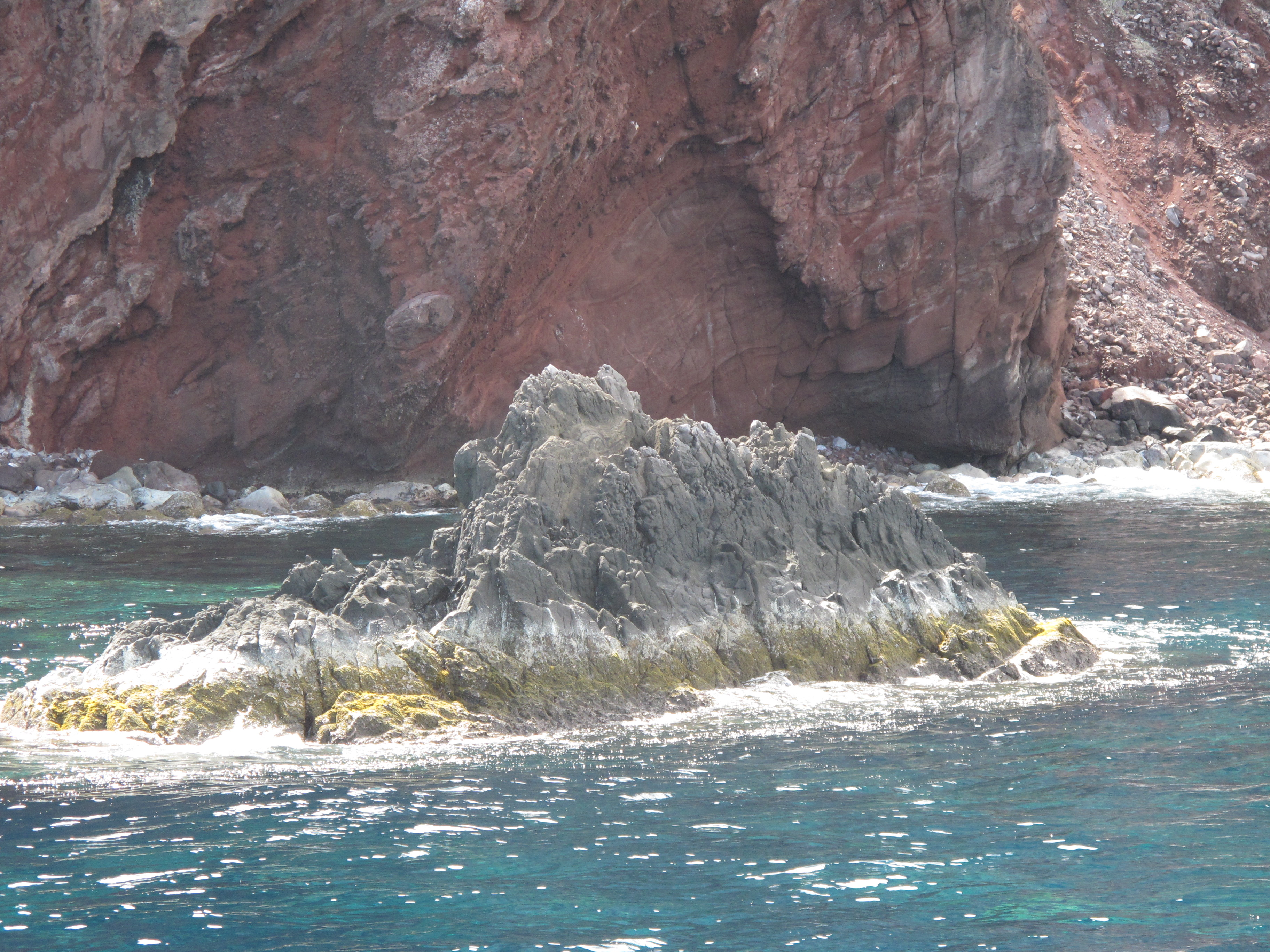
Un detall de la costa oest mostra els penya-segats de roca volcànica de color vermellós i un petit illot de roca amb una zona visible intermareal d'algues

A distància, Redonda sembla una roca molt gran. És el vestigi d'un antic volcà extingit. La terra s'eleva molt abruptament des del nivell del mar, sobretot com a penya-segats, especialment a la banda de sotavent. A la part superior de l'illa es troba una zona de pastures que s'inclina bastant abruptament cap a l'est. No hi ha cap font d'aigua fresca que no s'origini per l'aigua de pluja.
A jutjar pel nom que li va donar a l'illa, a Cristòfor Colom l'illa li semblava arrodonida, almenys en el perfil. En realitat, l'illa és llarga i estreta, tot i que s'eleva abruptament fins a una altura de gairebé 1.000 peus. L'àrea real de la terra de l'illa és, però, difícil d'estimar a causa de la inclinació extrema dels vessants, però es calcula que és entre 1,6 i 2,6 km².
Redonda es troba deshabitada, excepte per les aus marines i un ramat de cabres salvatges que aconsegueixen sobreviure de les pastures paupèrrimes a la part superior de l'illa. La inclinació de la superfície, la falta d'un lloc segur per atracar un vaixell, i la manca de qualsevol font d'aigua potable que no sigui de pluja fa de l'illa inhòspita per als éssers humans.

## Història

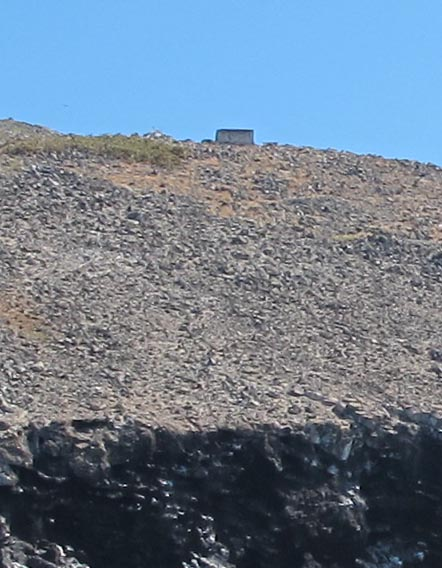
Una petita cabana de pedra a la part superior de l'illa data des dels dies en què el guano s'hi extreia

Cristòfor Colom va descobrir Redonda en 1493 en el seu segon viatge. En va prendre possessió per a la corona espanyola, però no hi va desembarcar. Va anomenar l'illa Santa María de la Redonda, que reflecteix el perfil aparent de l'illa quan es veu des del costat. En la dècada de 1860, l'illa va esdevenir una possessió de la Gran Bretanya.
Durant les dècades posteriors a la de 1860, els rics dipòsits de guano (òxid de fosfina) de l'illa van ser explotats per a fer fertilitzants, amb un rendiment anual de fins a 7.000 tones. Només durant aquest temps l'illa va estar habitada pels treballadors. La població era de 120 persones l'any 1901. Durant la Primera Guerra Mundial les operacions mineres van cessar i els treballadors van abandonar l'illa, que ha romàs deshabitada des de llavors. Només queden en peu dues cabanes de pedra des del moment en què l'illa va ser ocupada. Encara que l'illa més propera a Redonda és Montserrat, i la segona més propera és la de Nevis, Redonda va esdevenir una dependència de la més distant illa d'Antigua, que des de 1967 forma part d'Antigua i Barbuda.
Científics de l'Observatori Vulcanològic de Montserrat visiten periòdicament l'illa en helicòpter; utilitzen Redonda com a punt d'observació des del qual prenen mesures del volcà actiu Soufrière Hills a l'illa de Montserrat. L'única postal existent de Redonda és publicada per Kimagic.

## Micronació

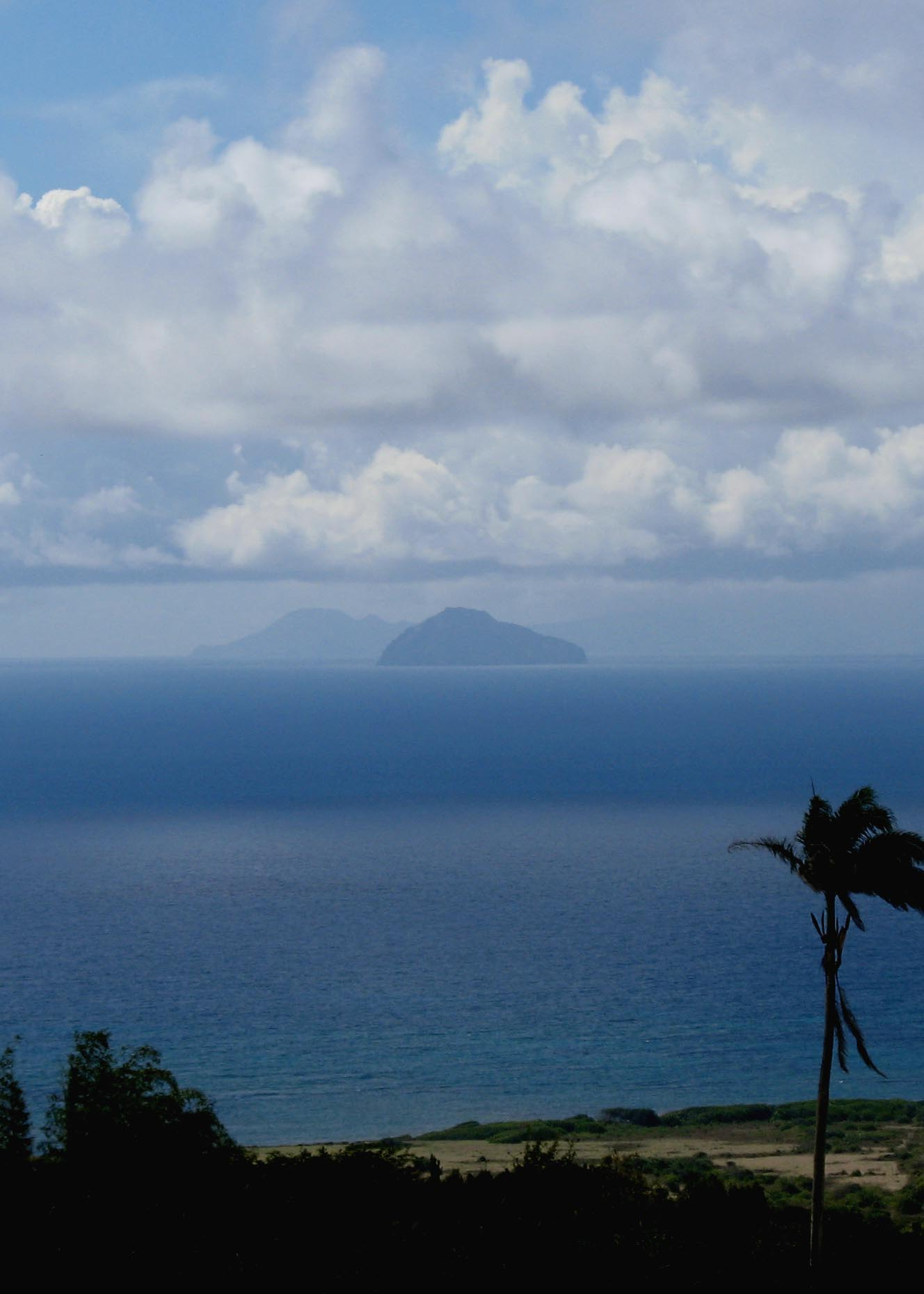
L'illa de Redonda vista des de Nevis, amb l'illa de Montserrat feblement visible en la distància

Redonda és coneguda internacionalment, d'una manera menor, com a micronació, a causa del mite curiós dels "reis de Redonda", una història que teixeix realitat i ficció. D'acord amb una versió (possiblement imaginària) dels esdeveniments, es relata per primer cop dècades després per M. P. Shiel, un autor de novel·les de fantasia: en l'any del seu naixement, 1865, el seu pare Matthew Dowdy Shiell, de l'illa de Montserrat, va decidir celebrar el naixement del seu primer fill varó, disposant que el nen fos coronat rei de Redonda a l'edat de 15 anys, en una cerimònia duta a terme suposadament a la diminuta illa per un bisbe.
M.P. Shiel, el fill i l'autor, va ser la primera persona que va esmentar la idea del "Regne de Redonda", en un fulletó promocional per als seus llibres. Des de llavors, el títol ha estat "transmès", i continua fins als nostres dies. Durant un període que el "reial" llinatge de Redonda tenia un tema més o menys exclusivament literària, amb un títol que es transmet als escriptors i similars, com ara John Gawsworth i Jon Wynne-Tyson. Wynne-Tyson (rei Juan II), el seu successor el novel·lista espanyol Javier Marías (rei Xavier), i contendents rivals pel títol de Redonda com ara Gawsworth, William L. Gates i Bob Williamson, foren presentats en un documental de la BBC Radio 4 Redonda: The Island with Too Many Kings, que fou retransmès el maig de 2007.